# Station Evergem
Station Evergem is een kleine spoorweghalte langs spoorlijn 58 (Gent — Eeklo) in de gemeente Evergem. In de buurt van het station stopt ook tramlijn T2 van de Gentse tram.

## Geschiedenis
Het station werd (voor het eerst) geopend op 25 juni 1861. In 1958 werd het gesloten omwille van ophogingswerken bij de aanleg van een brug over de Ringvaart.
Het toen aanwezige stationsgebouw (standaardtype 1895 R3, zie postkaart), dat met de sluiting van het Station Evergem mee gesloopt werd, was opgetrokken door de Belgische staat. Het verving een ouder station (hiervan zijn geen afbeeldingen gekend) gebouwd door de private spoorwegonderneming "Chemin de fer Gand - Eecloo", dat met de nationalisatie van "Gand — Eecloo" plaats moest ruimen.
In 2002 werd het spoorwegcomité Gent — Eeklo opgericht, dat vanaf het begin het heropenen van station Evergem bepleitte. Nadat meerdere studies werden uitgevoerd, ging de NMBS met dit voorstel akkoord. Op 15 januari 2007 werd de nodige bouwvergunning afgeleverd, en konden de eigenlijke werken beginnen. Oorspronkelijk werd 1 juni als openingsdatum gehanteerd, maar omwille van vertragingen werd het 10 juni. Om 6h47 die dag stopte er voor het eerst sinds 49 jaar weer een trein in Evergem.
Men ambieerde 400 passagiers per weekdag, de oorspronkelijke prognoses gingen van dat cijfer uit. De eerste jaren bleef het cijfer onder de verwachtingen (volgens de tellingen van oktober 2007 slechts 103 per dag), maar de reizigersaantallen zaten de volgende jaren in stijgende lijn; volgens de tellingen van 2009, die geheim gehouden worden maar toch uitgelekt zijn, waren het toen 174 reizigers per dag. Pendelaars en scholieren leken het station langzamerhand te ontdekken. Sinds het Instituut voor Muziek en Dans naar Evergem is verhuisd, wordt het station onder andere door een groot deel van de leerlingen van die school gebruikt.
Het station heeft geen stationsgebouw of loket, in plaats daarvan kan men tickets aan een automaat bekomen. Het perron is 180 meter lang en uitgerust met 2 schuilhuisjes. Het perron heeft een hoogte van 76 centimeter, wat het in- en uitstappen gemakkelijker maakt. Er is een fietsenstalling die voorzien is van 56 overdekte plaatsen. Het station ligt boven de grond en is bereikbaar door middel van een trap en een oprijhelling voor bijvoorbeeld rolstoelgebruikers en mensen met kinderwagens. De meerkost hiervan kwam toe aan de gemeente Evergem die vragende partij was.

## Galerij

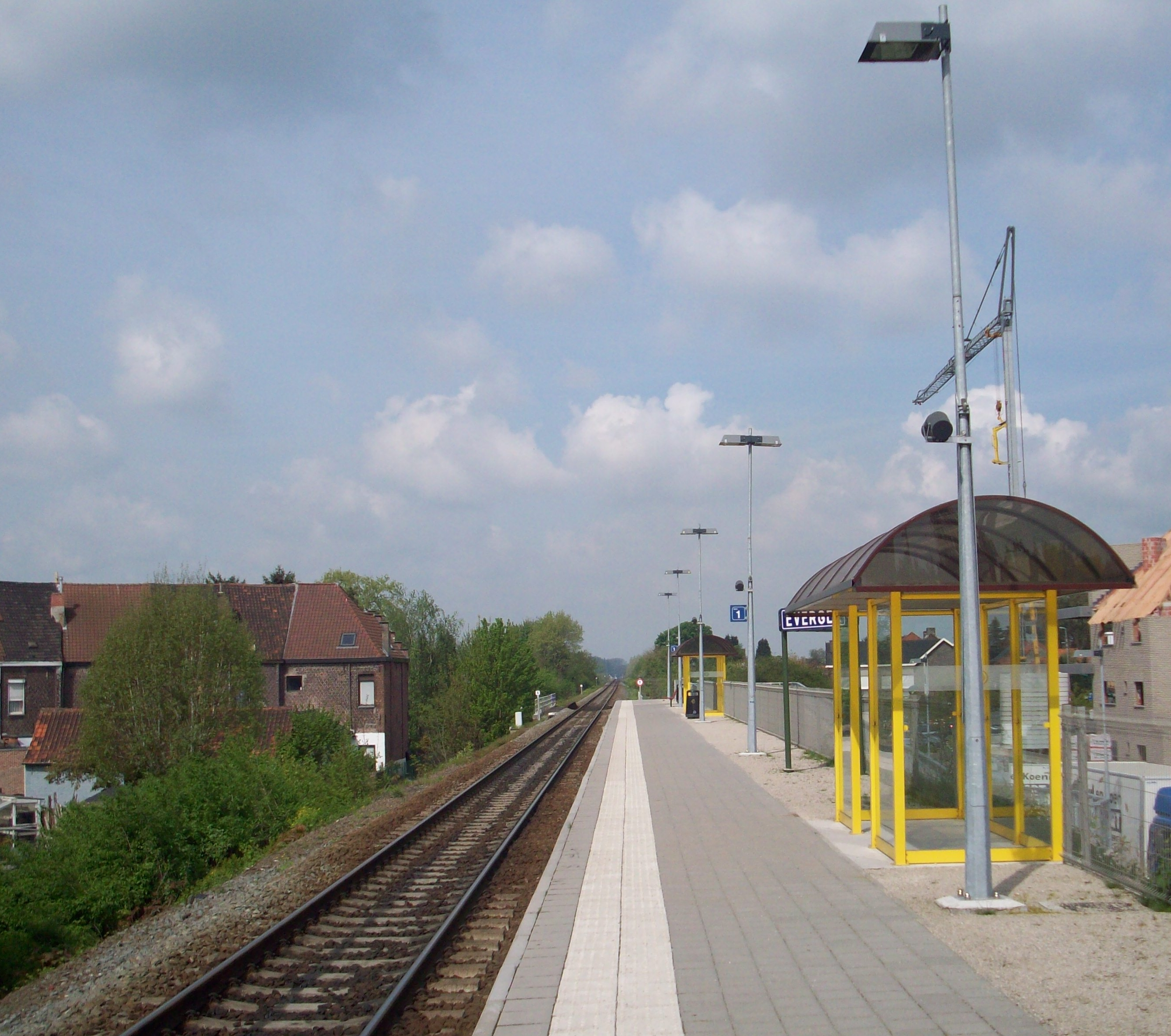
Het station in 2009
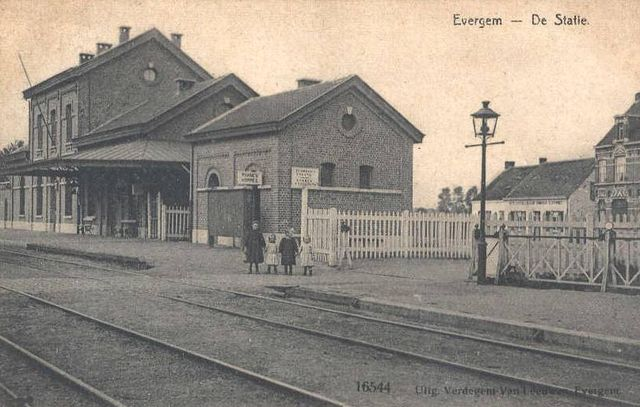
Prentkaart uit begin 20e eeuw met het tweede stationsgebouw van Evergem
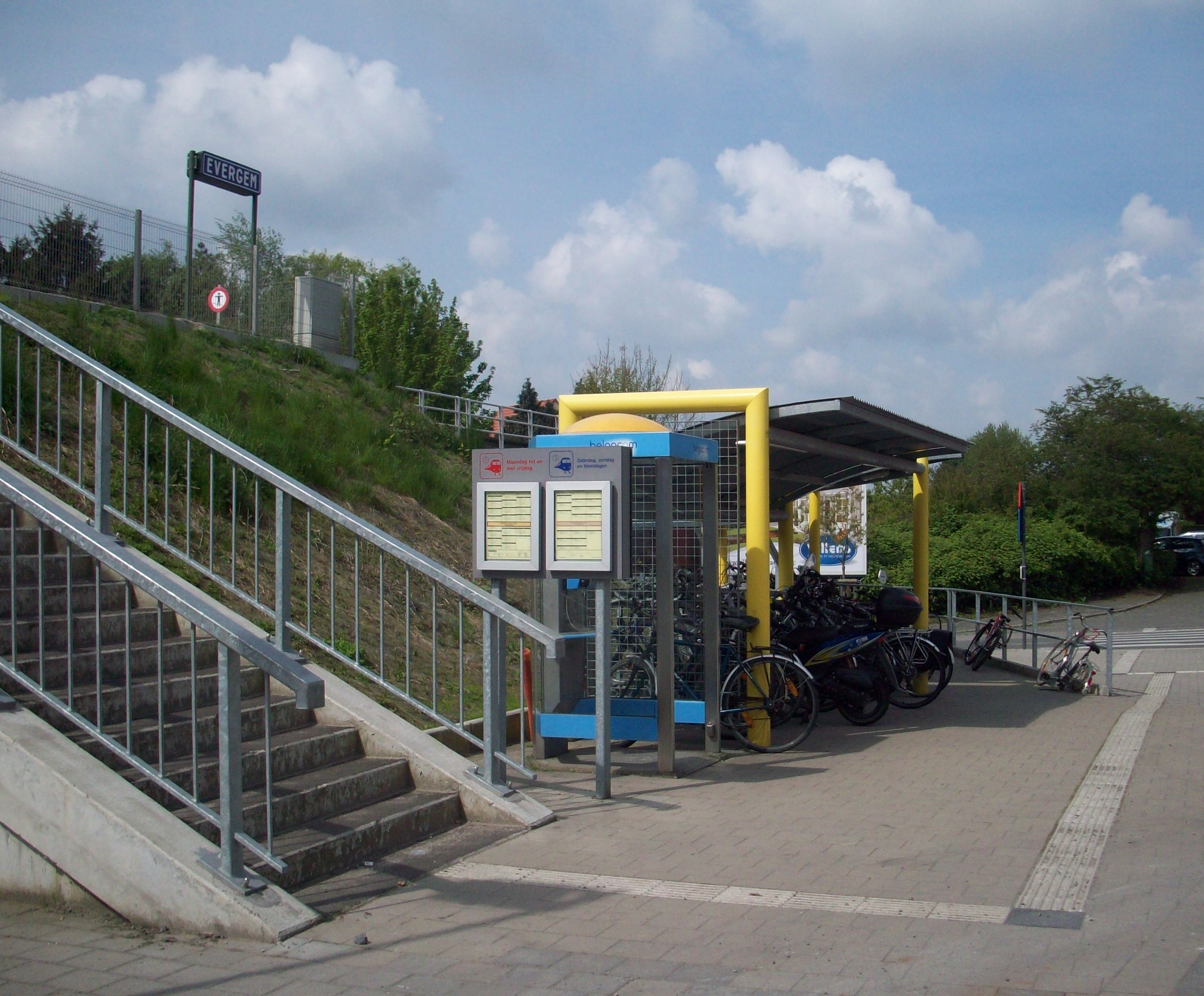
Fietsenstalling
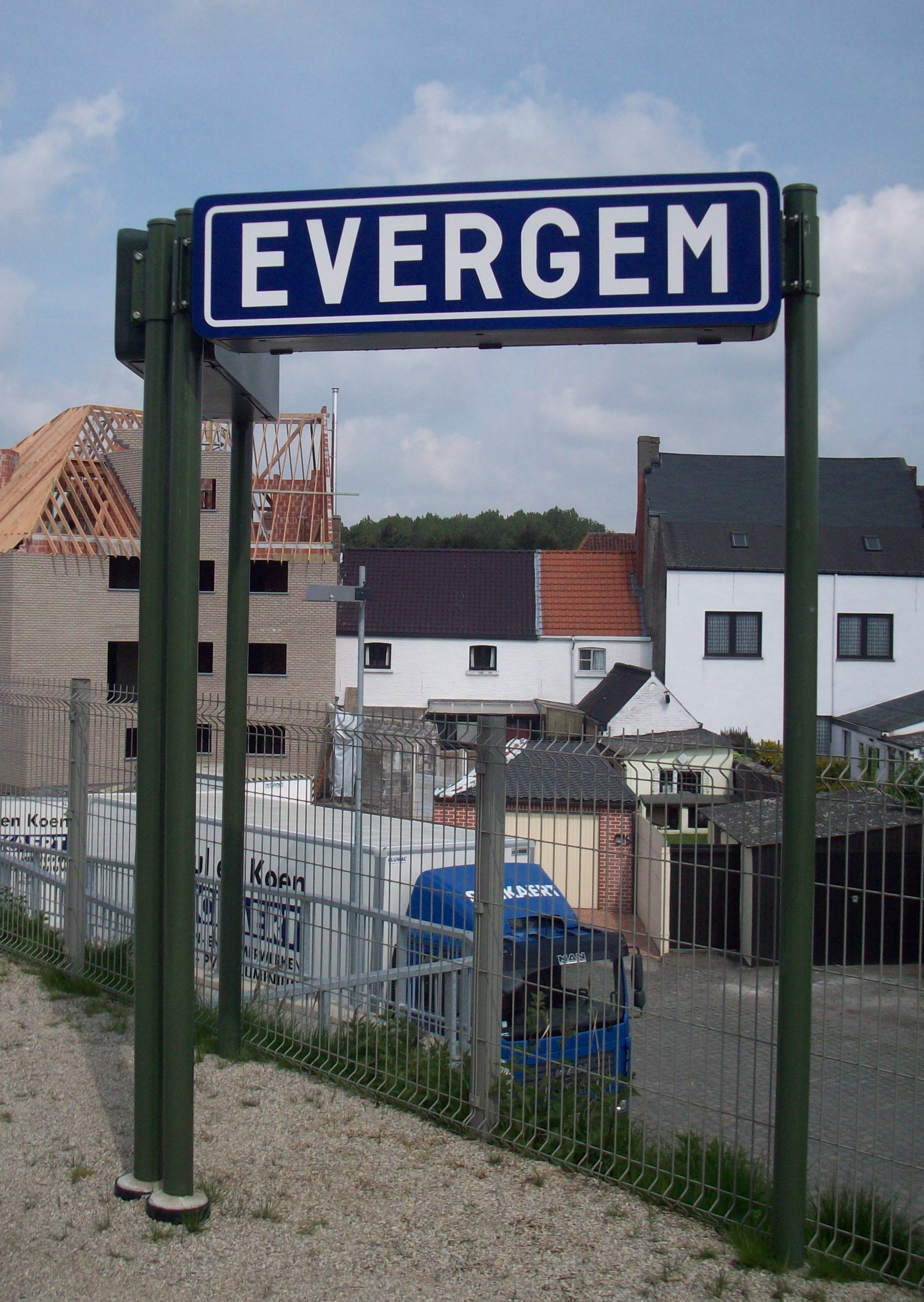
Naambord station Evergem
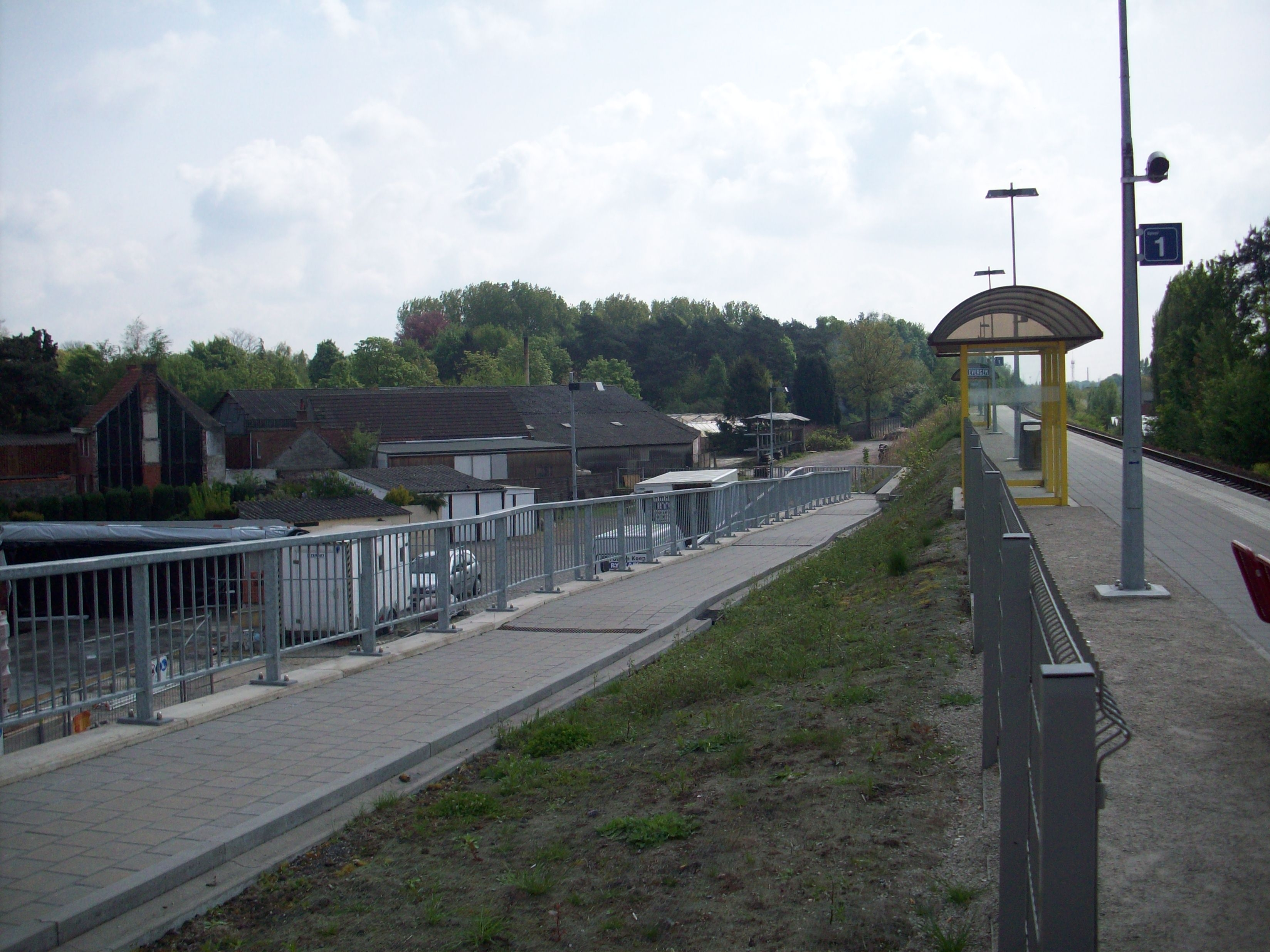
Station Evergem beschikt over een oprijhelling
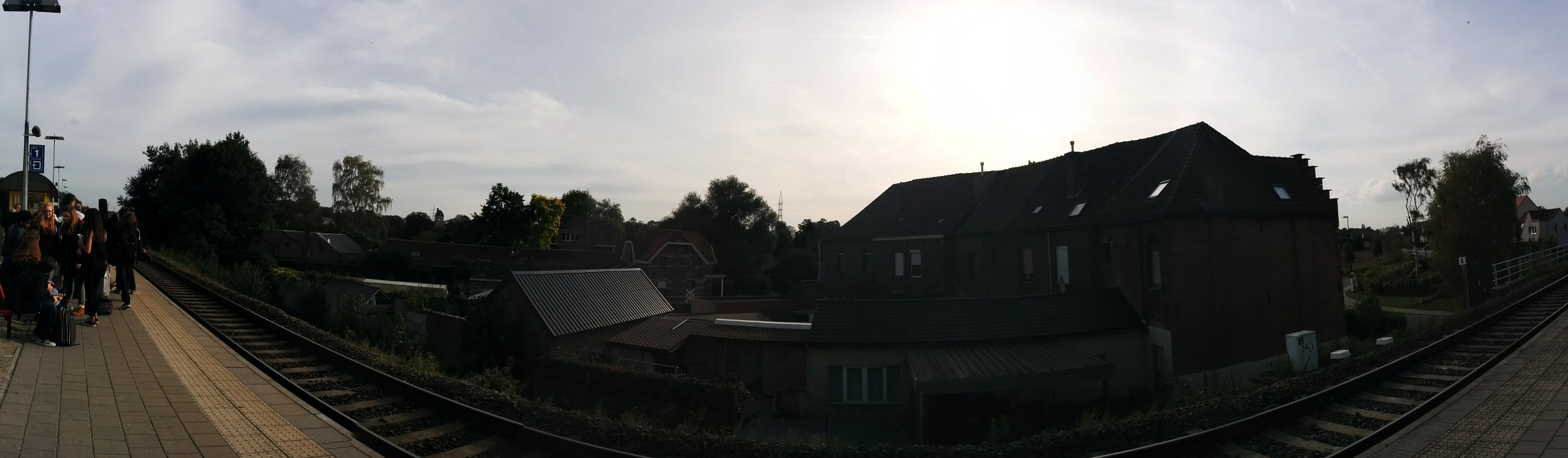
Panorama van het perron

## Treindienst
| Serie       | Treinsoort          | Route                                                    | Bijzonderheden                                    |
| ----------- | ------------------- | -------------------------------------------------------- | ------------------------------------------------- |
| S 51        | S-trein Gent (NMBS) | Eeklo – Evergem – Gent-Sint-Pieters – Oudenaarde – Ronse | Rijdt op zondag 1×/2u.                            |
| P 7084/8084 | Piekuurtrein (NMBS) | Eeklo – Evergem – Gent-Sint-Pieters                      | Rijdt alleen op werkdagen, niet tijdens vakanties |
| P 7085/8085 | Piekuurtrein (NMBS) | Eeklo – Evergem – Gent-Sint-Pieters                      | Rijdt alleen op werkdagen, niet tijdens vakanties |

## Reizigerstellingen
De grafiek en tabel geven het gemiddeld aantal instappende reizigers weer op een week-, zater- en zondag.
| Tabel: aantal instappende reizigers station Evergem | Tabel: aantal instappende reizigers station Evergem | Tabel: aantal instappende reizigers station Evergem | Tabel: aantal instappende reizigers station Evergem |
|                                                     | Weekdag                                             | Zaterdag                                            | Zondag                                              |
| --------------------------------------------------- | --------------------------------------------------- | --------------------------------------------------- | --------------------------------------------------- |
| 2007                                                | 103                                                 | 4                                                   | 6                                                   |
| 2008                                                | -                                                   | -                                                   | -                                                   |
| 2009                                                | 174                                                 | 16                                                  | 10                                                  |
| 2010                                                | -                                                   | -                                                   | -                                                   |
| 2011                                                | -                                                   | -                                                   | -                                                   |
| 2012                                                | 250                                                 | 21                                                  | 22                                                  |
| 2013                                                | 266                                                 | 25                                                  | 22                                                  |
| 2014                                                | 301                                                 | 47                                                  | 31                                                  |
| 2015                                                | 289                                                 | 24                                                  | 15                                                  |
| 2016                                                | 291                                                 | 26                                                  | 42                                                  |
| 2017                                                | 268                                                 | 61                                                  | 39                                                  |
| 2018                                                | 310                                                 | 40                                                  | 56                                                  |
| 2019                                                | 351                                                 | 52                                                  | 76                                                  |
| 2020                                                | 254                                                 | 61                                                  | 20                                                  |
| 2021                                                | -                                                   | -                                                   | -                                                   |
| 2022                                                | 349                                                 | 59                                                  | 49                                                  |
| 2023                                                | 342                                                 | 60                                                  | 54                                                  |
| 2024                                                | 343                                                 | 66                                                  | 48                                                  |

0,0: Gent-Sint-Pieters ·
1,3: Gentbrugge-Zuid ·
2,0: Gentbrugge ·
3,1: Gent-Heirnis ·
4,0: Gent-Dampoort ·
6,1: Gent-Muide ·
8,4: Wondelgem ·
9,1: Molenheide ·
10,9: Evergem ·
14,0: Sleidinge ·
16,0: Eeksken ·
17,8: Arisdonk ·
18,8: Waarschoot ·
22,7: Eeklo ·
23,9: Boelare ·
27,8: Balgerhoeke ·
29,9: Adegem ·
32,7: Maldegem ·
37,1: Donk ·
41,6: Sijsele ·
45,7: Assebroek ·
48,3: Steenbrugge ·
51,4: Brugge